# Пилотируемый космический аппарат
Пилотируемый космический аппарат (ПКА) — космический аппарат, снабжённый системами жизнеобеспечения и управления полётом, и предназначенный для жизни, работы или иной деятельности одного или нескольких человек в космическом пространстве.

## Термины

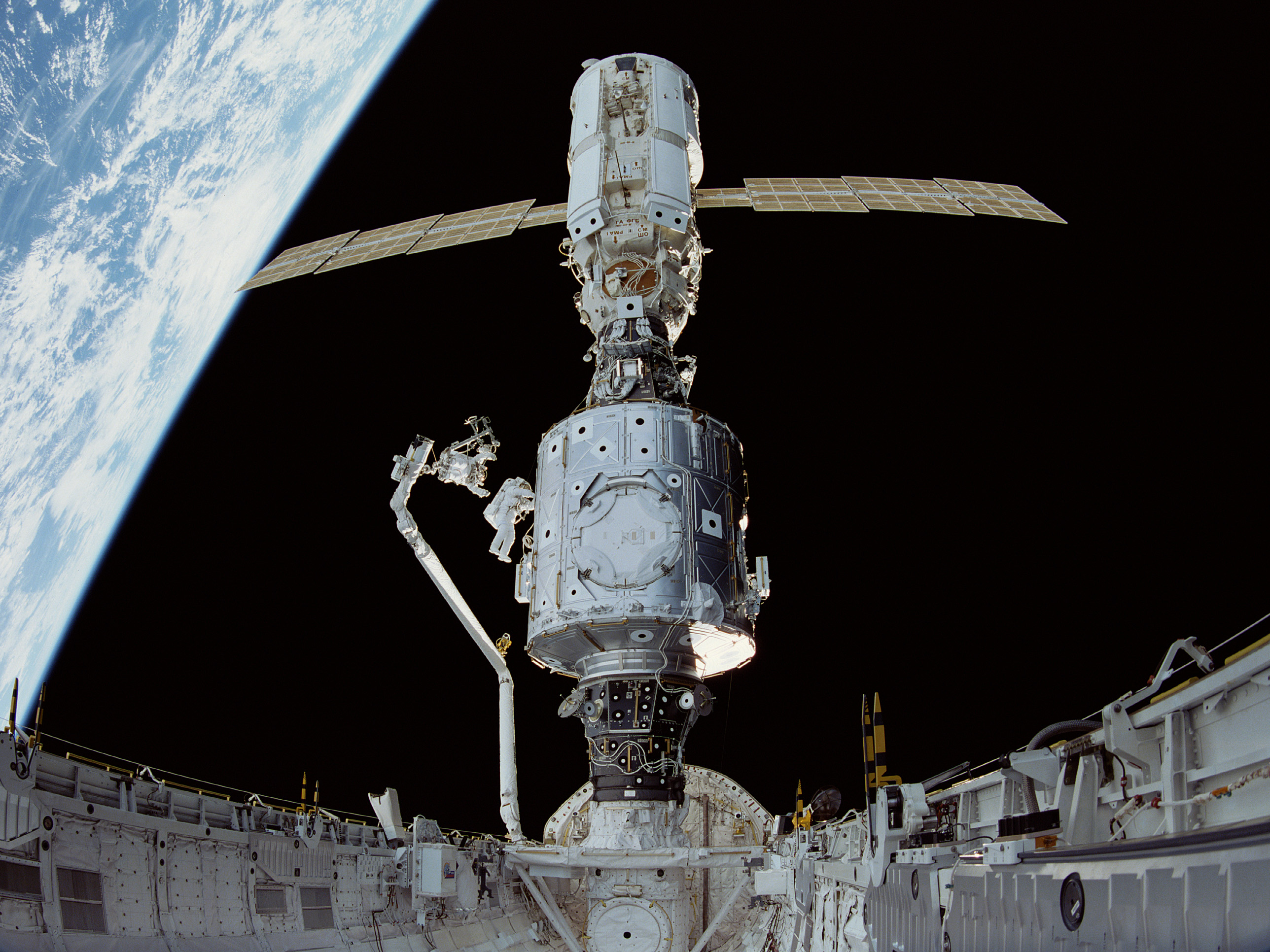
Российский ПКА

В современном представлении Пилотируемыми космическими аппаратами называют пилотируемые космические корабли (КК) и пилотируемые орбитальные станции (ОС).
Пилотируемыми космическими кораблями называют космические аппараты, предназначенные для доставки одного или нескольких человек в космическое пространство, выполнения требуемых задач и безопасного возвращения экипажа на Землю.
Орбитальной станцией (ОС) называется космический аппарат, предназначенный для долговременного нахождения на орбите людей с целями проведения научно-исследовательских, технических и другого рода работ.

## Описания
Управление пилотируемыми космическими аппаратами может осуществляться экипажем, операторами наземных центров управления полётами или системами автоматики. В настоящее время, как правило используется комбинация всех трёх способов, с целью максимального использования достоинств и устранения недостатков каждого отдельного метода.
Основной проблемой стоящей при конструировании данного класса космических аппаратов является создание надёжной и эффективной системы жизнеобеспечения, от которой требуется поддержание требуемого состава, давления, влажности и температуры атмосферы в герметичных отсеках, удаление отходов человеческой жизнедеятельности и вредных испарений материалов конструкции. При длительных космических полётах необходимо также обеспечить возможность восстановления кислорода из выдыхаемого человеком воздуха, насыщенного углекислым газом, и воды из жидких отходов жизнедеятельности.

## Страны
Ввиду высочайшей сложности и затратности создания ПКА, их создавали пока только пять стран СССР/Россия, США, Китай, Япония, Европа/ESA. При этом все они, кроме пока Китая, имеют ПКА в виде ОС или их модулей или стыкующихся к ОС и посещаемых людьми на орбите грузовых КК. С участием многих стран в начале XXI века создана международная ОС МКС. Технологию пилотируемых КК имеют только первые три страны, в т. ч. только в США и СССР были созданы многоразовые системы с ПКА-космопланами (хотя такой советский КК в пилотируемом режиме не летал). Все пять стран, а также Индия, Иран, КНДР имеют планы создания новых пилотируемых КК. Кроме того, частные компании занимаются орбитальными и суборбитальными космопланами и ОС, а также в Дании и Румынии создаются суборбитальные пилотируемые ракеты.